# Henry Taylor
Henry Taylor (16 de dezembro de 1932 – 24 de outubro de 2013) foi um automobilista britânico nascido na Inglaterra que participou de 8 Grandes Prêmios da Fórmula 1 de 1959 até 1961. Seu melhor resultado foi o 4º lugar na França de 1960.